# Complejo Correccional Federal, Butner
El Complejo Correccional Federal, Butner (FCC Butner) es un complejo penitenciario federal estadounidense para hombres cerca de Butner, Carolina del Norte. Está gestionado por la Oficina Federal de Prisiones, una división del Departamento de Justicia de los Estados Unidos. FCC Butner está a unas 25 millas (40,2 km) al noroeste de Raleigh, la capital del estado. Incluye el mayor complejo médico de la Oficina, que gestiona un programa de tratamiento de la drogadicción y está especializado en oncología y ciencias del comportamiento. Entre sus reclusos se encontraba Bernie Madoff, condenado por perpetrar el mayor esquema Ponzi de la historia. Murió en la prisión en abril de 2021.
El complejo consta de cuatro instalaciones:
- Federal Correctional Institution, Butner Low (FCI Butner Low): un centro de baja seguridad.
- Federal Correctional Institution, Butner Medium (FCI Butner Medium): centro de seguridad media.
- Federal Correctional Institution 2, Butner Medium (FCI 2 Butner Medium): centro de seguridad media.
- Centro Médico Federal, Butner (FMC Butner): un centro que alberga reclusos de todos los niveles de seguridad con problemas de salud.

El complejo se encuentra en una área no incorporada en la frontera entre Durham County al oeste y Granville County al este. En el lado del condado de Durham, la parte de la prisión se encuentra en el municipio de Mangum, mientras que en el lado del condado de Granville se encuentra en Dutchville Township.